# Веселовка (Краснодарский край)
Весело́вка (Янтарь) — посёлок в Темрюкском районе Краснодарского края на берегу Чёрного моря.
Входит в состав Новотаманского сельского поселения.

## География

### Улицы
Список улиц:
| - пер. Спортивный, - ул. Адмиралтейская, - ул. Балтийская, - ул. Босфорская, - ул. Виноградная, - ул. Водительская, - ул. Вязов, - ул. Гагарина, - ул. Гвардейская, - ул. Жукова - ул. Мичурина, - ул. Морская, - ул. Московская, | - ул. Набережная, - ул. Новая, - ул. Пантикопейская, - ул. Полевая, - ул. Северная, - ул. Скифская, - ул. Советская - ул. Титова, - ул. Черноморская, - ул. Школьная, - ул. Янтарная |

## Название
До революции посёлок назывался Голопу́зивка, поскольку был населен преимущественно беднотой. После революции получил название Красносёловка, затем — Весело́вка. В советские времена был больше известен как Янтарь, по имени располагавшегося там виноградарского совхоза.
Существует также вариант произношения Весёловка.

## Фестивали
В прошлом являлся местом проведения фестиваля KUBANA. С 2013 по 2016 год в станице проходил музыкальный фестиваль SunArt.
Является местом проведения байк-шоу «Тамань».
Рядом с Веселовкой проходит ежегодный фестиваль кайтсёрферов.

## Достопримечательности
Интересным местом около Веселовки является озеро Соленое. Раньше здесь был солевой промысел, но в середине XX века разработка соли прекращена и сейчас озеро Соленое является источником высококачественной лечебной грязи, богатой сероводородом.

## Население
| 2002 | 2010  |
| ---- | ----- |
| 1665 | ↗1742 |